# Pakeha media
Pakeha media là một loài nhện trong họ Amaurobiidae.
Loài này thuộc chi Pakeha. Pakeha media được miêu tả năm 1973 bởi Raymond Robert Forster & Wilton.